# Анциркулейтед
Анциркуле́йтед (англ. uncirculated — «що не були в обігу») — якість карбування монети (як правило, багатотиражне автоматичне карбування), при якій монета має рівний матовий металевий блиск без дзеркальної поверхні.
Якість «анциркулейтед» має на увазі також відсутність пошкоджень, обумовлених обігом у вигляді подряпин чи потертостей при їх спостереженні під лупою двократного збільшення. Монети, як правило, розповсюджуються в целофановій упаковці або в капсулах.